# Associação Esportiva Recreativa Engenheiro Beltrão
A Associação Esportiva Recreativa Engenheiro Beltrão (conhecido como Engenheiro Beltrão e cujo acrônimo é AEREB) é um clube brasileiro de futebol,sediado na cidade de Engenheiro Beltrão, no estado do Paraná. Manda as partidas no Estádio João Cavalcante de Menezes, que possui 4.200 lugares. Suas cores são preto e branco.

## História
O AEREB nasce pelas mãos de um grupo de torcedores que resolvem investir para a criação de um time para a Cidade de Engenheiro Beltrão. No dia primeiro de janeiro de 2003, após conquistar a Taça Paraná de Amadores, surge o interesse de profissionalizar a equipe, o que foi consumado em 2004, participando da segunda divisão, onde foi campeão.
Disputou o Campeonato Paranaense da Primeira Divisão nos anos de 2005, 2007, 2008 2009  e 2010. Rebaixado em 2010, não participou da segunda divisão de 2011 por dívidas com a Federação Paranaense de Futebol.
Atualmente encontra-se licenciado de suas atividades profissionais jogando apenas torneios de futebol amador da região de Região Metropolitana de Campo Mourão, onde a cidade se localiza. 

## Títulos

### Amadores

#### Estaduais
- Taça Paraná: 1 (2003) [13]

### Profissionais

#### Estaduais
- Divisão de Acesso Paranaense: 1 (2004) [14]

## Estatísticas

### Temporadas
Legenda:
| Campeão Vice-campeão | Campeão do Interior Paranaense Classificado ao Campeonato Brasileiro - Série D e Copa do Brasil | Rebaixamento Acesso |